# 沃丁頓 (紐約州)
沃丁頓（英語：Waddington）是一個位於美國紐約州聖羅倫斯縣的鎮。

## 人口
根據2020年美國人口普查的數據，沃丁頓的面積為150.20平方千米，當中陸地面積為135.50平方千米，而水域面積為16.67平方千米。當地共有人口2235人，而人口密度為每平方千米15人。